# 24967 Frištenský
24967 Frištenský è un asteroide della fascia principale. Scoperto nel 1998, presenta un'orbita caratterizzata da un semiasse maggiore pari a 3,0733449 UA e da un'eccentricità di 0,2845032, inclinata di 2,09482° rispetto all'eclittica.